# Neogovea kartabo
Neogovea kartabo is een hooiwagen uit de familie Neogoveidae.